# St. Canisius (Berlin)

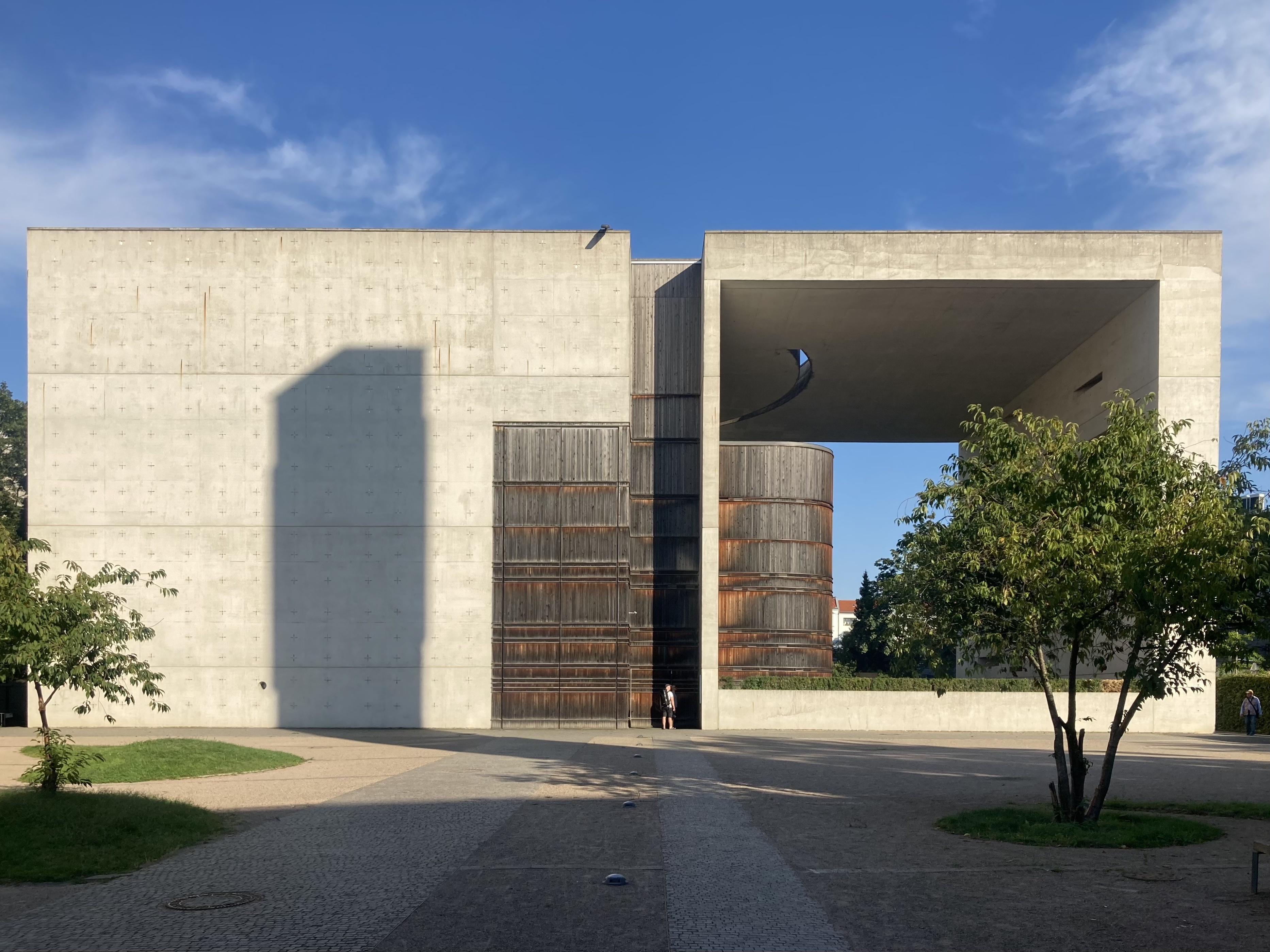
Katholische Kirche St. Canisius in Berlin vom Hof aus gesehen

Die Kirche St. Canisius in der Witzlebenstraße 30 im Berliner Ortsteil Charlottenburg des Bezirks Charlottenburg-Wilmersdorf ist die Pfarrkirche der gleichnamigen römisch-katholischen Gemeinde im Erzbistum Berlin. Sie wurde erbaut zwischen 2000 und 2002 als Ersatz für eine 1995 abgebrannte Kirche. Sie ist nach dem heiligen Petrus Canisius benannt, einem der ersten Jesuiten in Deutschland.

## Geschichte

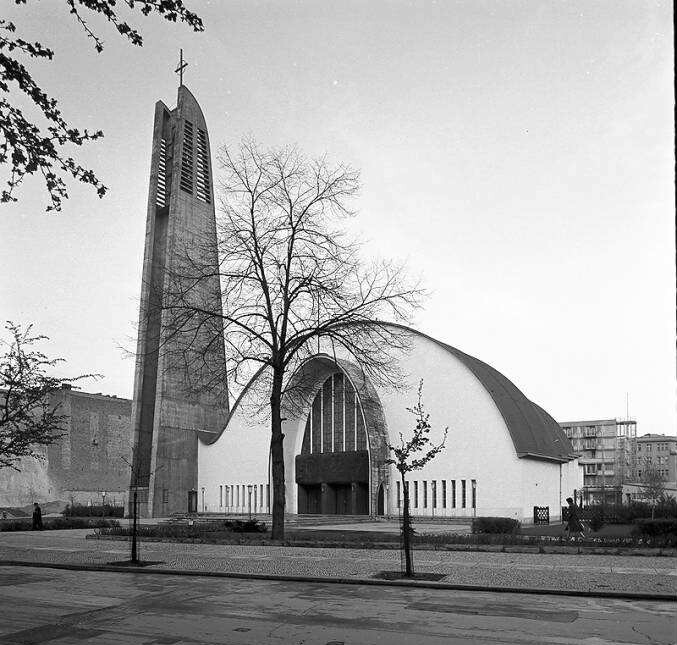
Kirchengebäude von Reinhard Hofbauer (1995 abgebrannt)

Abhängig von der Herz-Jesu-Gemeinde in Charlottenburg wurde die Kuratie St. Canisius 1921 gegründet. Seelsorger waren von Anfang an Jesuiten. Die heutige Pfarrkirche ist der Nachfolgebau zweier Gotteshäuser. 1924 richtete der Architekt Max Warnatsch (* 1865) eine einfache St.-Canisius-Kapelle im Untergeschoss des vormaligen Gymnasiums am Lietzensee ein, das damals vom 1923 gegründeten Canisius-Kolleg Berlin genutzt wurde; dieses Gebäude wurde im Zweiten Weltkrieg zerstört. In den Jahren von 1954 bis 1957 entstand nach Plänen des Architekten Reinhard Hofbauer die erste St.-Canisius-Kirche. Das insbesondere zu Zeiten der Teilung Berlins auch für Großveranstaltungen genutzte Gebäude brannte am 30. April 1995 vollständig aus.
Für den Neubau der Kirche wurden 1996 einige ausgewählte Architekturbüros zu einem Architektenwettbewerb eingeladen, die Jury prämierte im Herbst des Jahres den Entwurf von Schmidt-Thomsen (und Ziegert) mit dem ersten, den Entwurf von Edgar Wisniewski mit dem zweiten und den Entwurf der Berliner Architekten Heike Büttner, Claus Neumann und George Braun mit dem dritten Preis. Der Pfarrgemeinderat entschied sich zunächst für den Entwurf von Wisniewski als Grundlage für eine weitere Ausarbeitung des Bauprojekts. Da mit dem Architekten jedoch in langen Verhandlungen keine Einigung über den weiteren Projektverlauf und die Vertragsgestaltung erzielt werden konnte, erklärte der Kirchenvorstand den Wettbewerb insgesamt für gescheitert. Dieser Beschluss wurde innerhalb und außerhalb der Kirchengemeinde kontrovers diskutiert. Durch Einbindung zweier Moderatoren – des Berliner Architekten Manfred Gehrmann und des Trierer Diözesanarchitekten Alois Peitz – gelang im September 1998 eine befriedigende Lösung des Konflikts: Die Urheber des drittplatzierten Wettbewerbsentwurfs (Büttner, Neumann, Braun) wurden beauftragt, aufgrund der neugewonnenen Erkenntnisse und Einsichten einen neuen Entwurf aufzustellen. Drei Monate später konnte der Architektenvertrag unterzeichnet werden.
Die Grundsteinlegung fand am 8. Mai 2000 statt, und am 28. Juni 2002 wurde die neue Kirche durch Georg Kardinal Sterzinsky konsekriert. Beim Architekturpreis Berlin 2003 erhielt die Kirche eine Auszeichnung. Seit dem 1. April 2006 ist St. Canisius eine selbstständige Pfarrgemeinde.

## Architektur

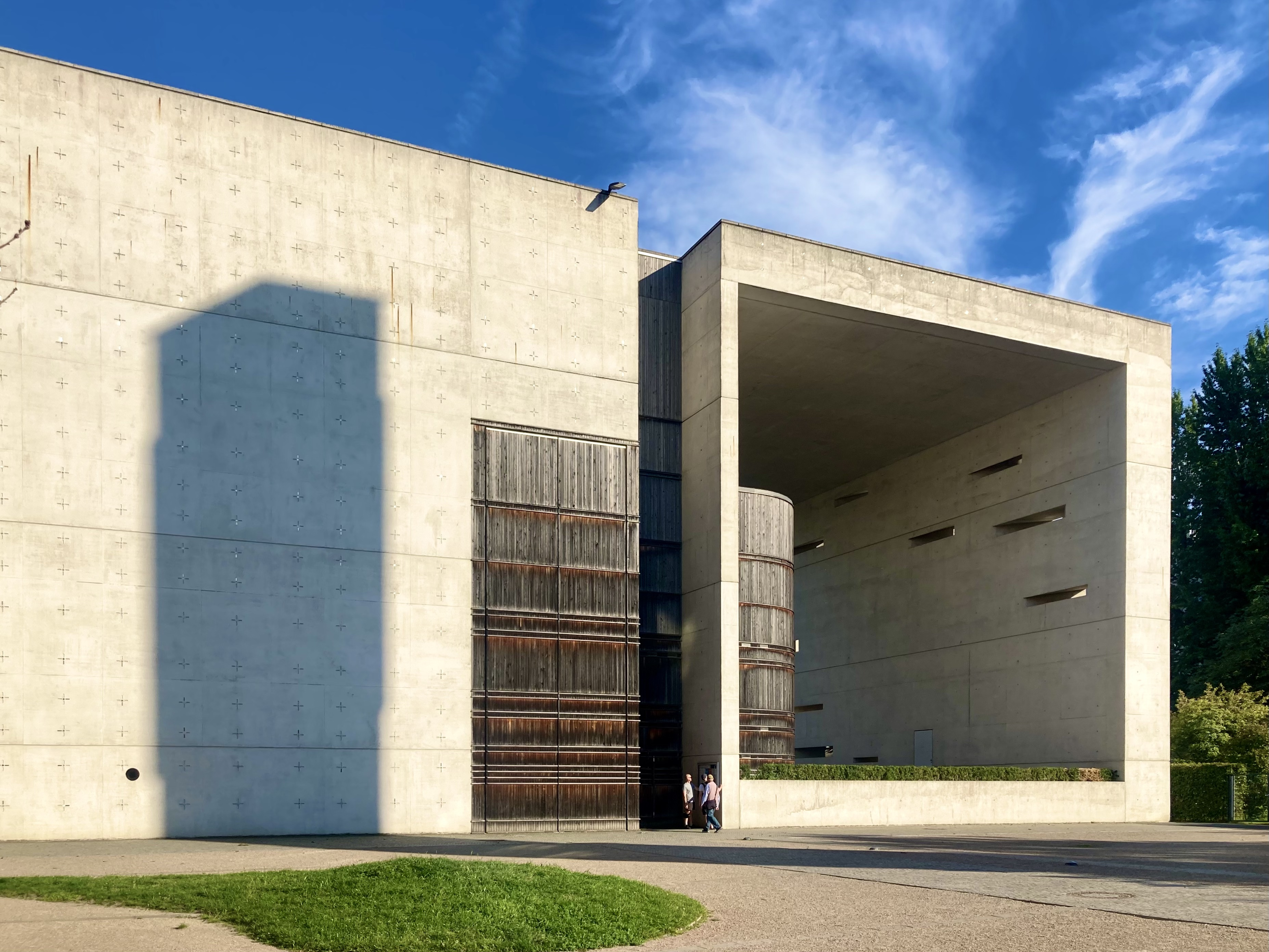
Westliche Fassade der Katholischen Kirche St. Canisius

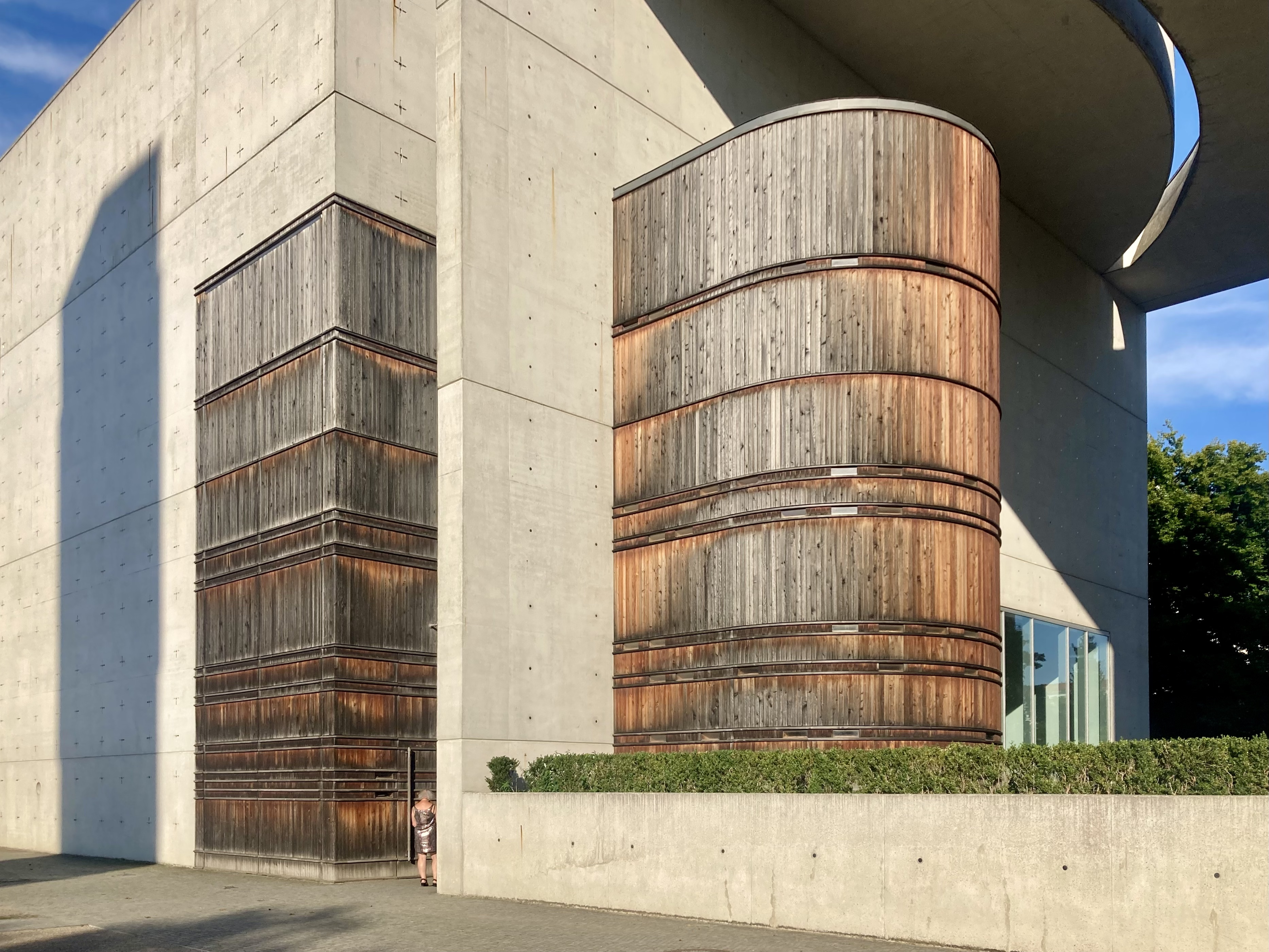
Details der westlichen Fassade mit dem Portal und der Marienkapelle von St. Canisius

Die als heller Sichtbeton-Bau ausgeführte Kirche ist als „monumentale Bauskulptur“ in einen Freiraum zwischen Suarezstraße/Kantstraße und der Witzlebenstraße und den Lietzensee gestellt. Sie gliedert sich in zwei Kuben, an deren Schnittstelle ergänzt um Flächen aus Lärchenholz. Die 11 Meter hohen Eingangstüren und die Marienkapelle im Inneren sind ebenfalls in diesem Material gehalten, das ursprünglich hell war, aber durch die Witterung stark nachgedunkelt ist. Der eine, geschlossene Kubus bildet den Kirchenraum, der anschließende offene Kubus – der sogenannte „Offene Raum“ –, dessen erhöhter Boden nur aus dem Kircheninnenraum betreten werden kann, bildet einen Rahmen und erinnert an eine Kuppel, die aber den Kirchenraum nicht, wie im Barock, überhöht, sondern um 90 Grad auf die Erde gesenkt ist. Die holzverkleidete halbrunde Marienkapelle ragt ähnlich wie eine Apsis als „weich gerundetes Scharnier“ vom Kirchenraum in den Offenen Raum.
Der Kirchbau umfasst in seinem nördlichen Teil die Sakristei, das Beichtzimmer und – auf den insgesamt vier Etagen – weitere Räume, unter anderem für Gruppen und Gemeindearbeit. Das Dach ist überwiegend als Gründach gestaltet, in einem Teil auch als Terrasse mit Ausblick zum nahegelegenen Lietzensee. Der Kirchturm ist freistehend zur Witzlebenstraße hin angeordnet, 32 m hoch und mit einem Geläut aus vier Glocken ausgestattet.

## Innenraum und Ausstattung

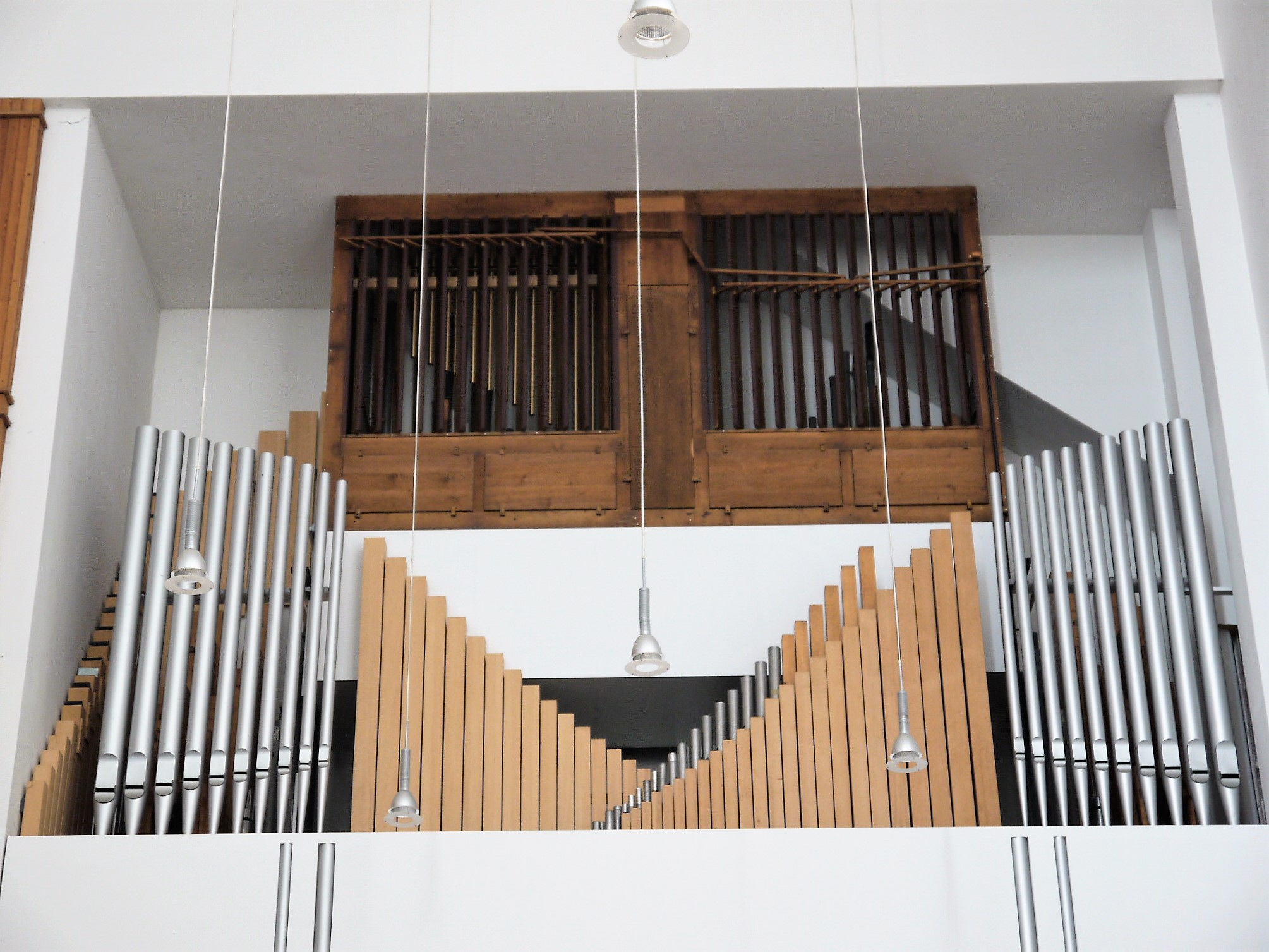
Orgelprospekt

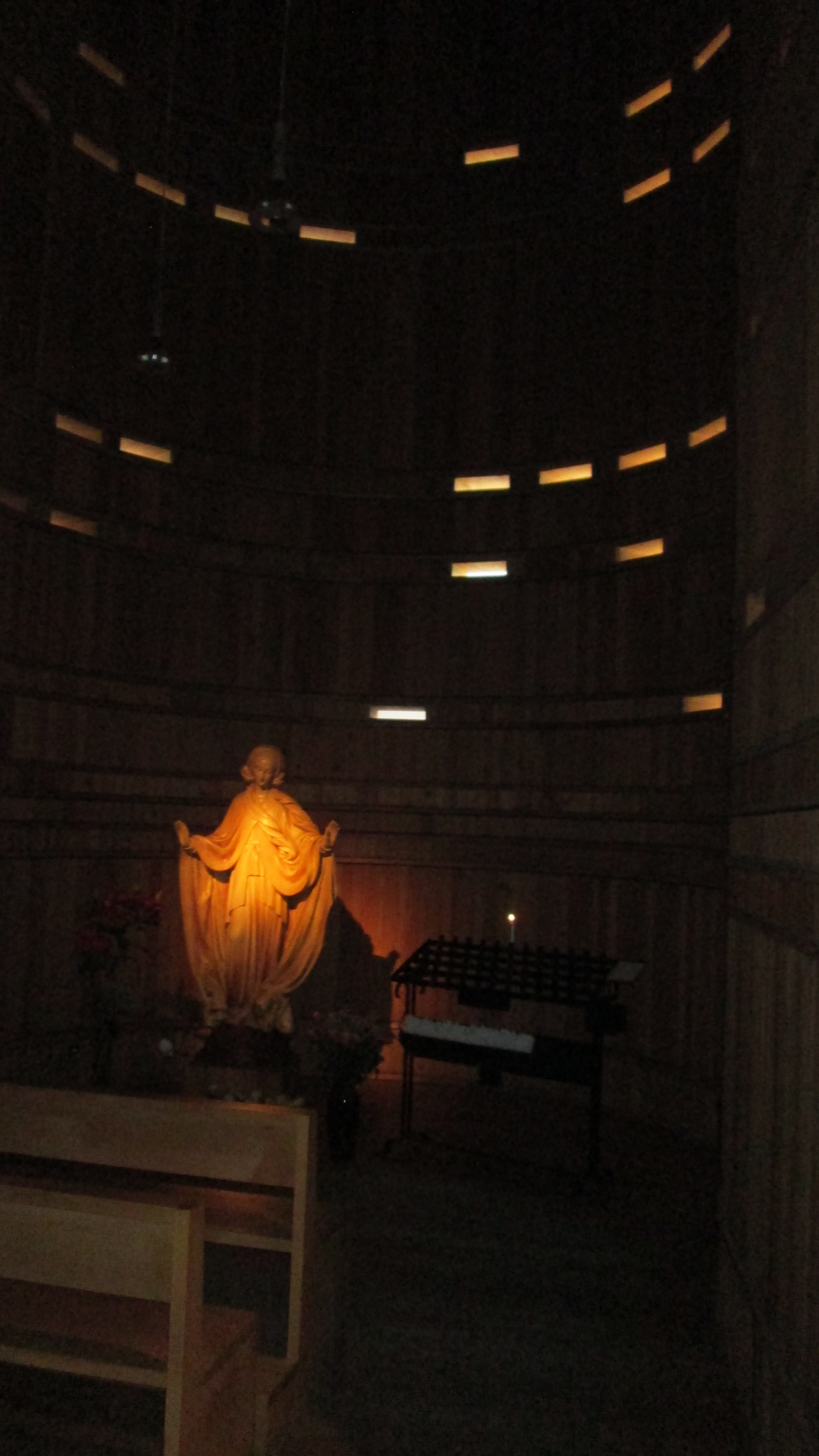
Marienkapelle

Innen ist die Kirche als heller, lichterfüllter und das Licht führend einsetzender Raum gestaltet, in südöstlicher Richtung ausgerichtet. Weitere Gestaltungselemente sind eine durchgearbeitete unregelmäßige Geometrie mit geraden und gebogenen Wänden und die Verteilung der liturgischen Orte über den gesamten Raum. Der Raum gliedert sich durch unterschiedliche Deckenhöhen in zwei „Schiffe“: südlich eine hohe Halle von 16 m Höhe um den Altar mit einer sechs Meter hohen Fensterfront zum Offenen Raum und nördlich ein niedriger Seitenbereich. Der als Mosaik aus grauem Sandstein gestaltete Fußboden setzt das Straßenpflaster vom Vorplatz fort und unterstreicht den Charakter einer „Kirche am Wege“, die nicht Wohnraum ist, sondern Versammlungsort; für den Altar ist er zu einem flachen Hügel aufgemauert. An Festtagen werden die hohen Portaltüren geöffnet und schaffen eine direkte Verbindung zwischen Innen und Außen.
Der Tabernakel im niedrigen und fensterlosen Teil des Kirchenraums wird durch einen gesonderten Lichteinfall von oben mittels einer das ganze Gebäude durchdringenden Röhre hervorgehoben. Das Taufbecken steht auf einer steinernen Stele vor der Fensterfront zum Offenen Raum, der hier durch eine niedrige Natursteinwand abgegrenzt ist, an der Wasser fließen kann. Der zentral angeordnete und frei stehende massive Altar des Trierer Künstlers Guy Charlier (* 1954) besteht aus hellem rauem Kalkstein, zeigt Bearbeitungsspuren und ist 10 cm erhöht. Dem Altar korrespondiert eine ihm ähnliche blockhafte Skulptur auf den äußeren Platz, die ebenfalls Guy Charlier schuf, genau wie die Kalksteinstelen unter der Taufschale und dem Tabernakel; auf einer dritten Stele im Eingangsbereich liegt aufgeschlagen eine Bibel mit Bildern von Marc Chagall.
Eine weitere Korrespondenz besteht zwischen einem Gemälde Die Auferstehung Christi aus dem 16. Jahrhundert in der Nähe des Tabernakels, das Ercole Ramazzani (1530–1598) zugeschrieben wird, und einem etwa gleich großen Altarbild Golden fields von Winfried Muthesius (* 1957), das im Rahmen eines Projekts in U- und S-Bahn-Stationen zum Ökumenischen Kirchentag 2003 entstand und hinter dem Altar angebracht wurde.
Der Bildhauer Jo Achermann entwarf die Taufschale, die Kerzenständer und Weihwasserbecken aus Metall sowie den Ambo und die beweglichen Bänke aus Ahornholz.
In der Höhe an der Nordwand hängt der Christuskorpus von Gerhart Schreiter (1909–1974) aus der alten Kirche, der beim Brand der Kirche ausgeglüht wurde, aber erhalten blieb. Er fällt nicht unmittelbar ins Auge, sondern verlangt den Blick nach oben: „Sie sollen aufschauen zu dem, den sie durchbohrt haben.“ (Joh 19,37 )
Unmittelbar neben dem Haupteingang befindet sich eine Marienkapelle, deren Lärchenholz im Gegensatz zu dem Sichtbeton steht. In dieser Andachtsstätte ist eine Mondsichelmadonna von Otto Moroder (Tirol) aufgestellt. Sie wurde 1943 geschnitzt und hat die Zerstörungen der Vorgängerbauwerke überdauert.

## Orgel
Beim Brand der Kirche 1995 wurde auch die von der Orgelbauwerkstatt Klais erbaute Orgel zerstört. Vorübergehend stand ein kleines Orgel-Positiv im rechten Teil der Kirche. Seit Dezember 2013 wurde eine größere, dem Kirchenraum klanglich angemessenere Orgel auf der beim Neubau bereits errichteten „Orgelbühne“ aufgestellt, einer Nische in der Westwand. Der Spieltisch fand seinen Platz im Kirchenschiff neben dem Ramazzani-Gemälde, etwa 20 m von der Orgel entfernt.
Das neue Instrument stammt aus der alten evangelisch-reformierten Kirche in Zürich-Albisrieden, wo es bis 2013 gespielt wurde und wegen eines Kirchenneubaus nicht mehr verwendet werden konnte. Die Orgel hat 1720 Pfeifen in 24 Registern auf zwei Manualen und Pedal. Ihre ältesten Teile stammen aus dem Jahr 1900, der neue elektrische Spieltisch aus dem Jahr 2002. Sie wurde von der Werkstatt Glatter-Götz Orgelbau in die St.-Canisius-Kirche eingebaut und erklang an Ostern 2014 erstmals teilweise und ist inzwischen fertiggestellt. Auf einen Orgelprospekt wurde verzichtet. 2019 wurde ein Glockenspiel eingebaut, das vom 2. Manual spielbar ist.
| I Hauptwerk  |                |
| Principal    | 8′             |
| Holzflöte    | 8′             |
| Salicional   | 8′             |
| Oktave       | 4′             |
| Nachthorn    | 4′             |
| Sesquialtera | 2 ⁄3′ + 1 3⁄5′ |
| Oktave       | 2′             |
| Mixtur 4Fach | 2′             |
| Cymbel 3Fach | 1′             |
| Trompete     | 8′             |

| II Schwellwerk |       |
| Unda Maris     | 8′    |
| Gedeckt        | 8′    |
| Principal      | 4′    |
| Rohrflöte      | 4′    |
| Quinte         | 2 ⁄3′ |
| Waldflöte      | 2′    |
| Scharf 4Fach   | 1 ⁄3′ |
| Oboe           | 8′    |
|                |       |
| Tremulant      |       |
|                |       |
| Glockenspiel   |       |

| Pedal      |     |
| Subbass    | 16′ |
| Zartbass   | 16′ |
| Oktavbass  | 08′ |
| Flöte      | 08′ |
| Holzfagott | 16′ |
| Trompete   | 08′ |

- Normalkoppeln, Super II/I
- Schwelltritt
- zwei freie Kombinationen
- feste Kombinationen: Piano, Forte, Tutti
- Einzelabsteller für Zungenregister sowie Mixturen
- Generalabsteller für Zungen, Mixturen
- elektropneumatische Traktur

## Glocken
Die 1955 in der Glockengießerei Feldmann & Marschel in Münster gegossenen Bronze-Glocken wurden 1995 nach dem Brand der alten Kirche geborgen und im April 2002 in den neuen Glockenturm eingesetzt.
| Nr. | Schlagton | Gewicht (kg) | Durchmesser (cm) | Inschrift |
| --- | --------- | ------------ | ---------------- | --- |
| 1   | d'        | 1500         | 135              | Jesu Christe, Rex gloriae, veni cum pace. (Jesus Christus, König der Herrlichkeit, komm mit Deinem Frieden)                  |
| 2   | e'        | 1000         | 119              | Sancta Maria, Regina mundi, esto nobis praesidium. (Heilige Maria, Königin des Alls, sei du unser Schutz)                    |
| 3   | fis       | 0700         | 105              | Sancte Petre Canisi, confirma credentes, voca labentes (Heiliger Petrus Canisius, stärke die Glaubenden, rufe die Fallenden) |
| 4   | a'        | 0370         | 086              | Sancte Joseph, morientes juva et nobis coronam implora (Heiliger Josef, hilf den Sterbenden und erfleh uns den Siegeskranz)  |

## Begegnungsräume
In gesonderten Gebäuden befinden sich die Katholische Kindertagesstätte St. Canisius, Wohn- und Geschäftsräume, ein Gemeindezentrum, das Pfarrbüro, Räume des Forums der Jesuiten und das Deutschlandbüro des Jesuiten-Flüchtlingsdienstes. Mit der Fertigstellung dieses Gebäudes 2003 wurde das nahegelegene ehemalige Ignatiushaus, Neue Kantstraße 1, aufgegeben.